# Élections régionales de 2023 au Frioul-Vénétie Julienne
Les élections régionales de 2023 en Frioul-Vénétie Julienne (en italien : Elezioni regionali in Friuli-Venezia Giulia del 2023) se tiennent les 2 et 3 avril 2023 afin d'élire le président de la région et les 48 autres membres de la XIIIe législature du conseil régional de la région autonome du Frioul-Vénétie Julienne.

## Mode de scrutin
L'élection se tient selon les principes généraux de la loi Tattarella de 1995 : le président de la région est élu au suffrage universel direct et au scrutin uninominal majoritaire à un tour avec prime de majorité pour la liste ou la coalition le soutenant.
Le jour du scrutin, l'électeur vote deux fois (sur un même bulletin de vote). Il accorde un suffrage à l'un des candidats à la présidence de la région et un suffrage à un parti politique. Le panachage est autorisé : l'électeur est libre de voter pour un parti ne soutenant pas le candidat qu'il a choisi.
À l'issue du dépouillement, est proclamé élu président de la région le candidat ayant recueilli le plus grand nombre de suffrages exprimés. Si le parti ou la coalition soutenant le président élu n'a pas remporté au moins 55 % des sièges à pourvoir, il reçoit une « prime de majorité » (en italien : premio de maggioranza) : 60 % des sièges à pourvoir si le président élu a remporté au moins 45 % des voix ; 55 % des mandats si le président élu a totalisé moins de 45 % des suffrages. À l'inverse, si les partis ou coalitions qui soutenaient un autre candidat obtiennent moins de 40 % des sièges à pourvoir, est activée la « garantie de minorité » (en italien : garanzia per le minoranze), qui assure à l'opposition 40 % des sièges à pourvoir.
Les mandats attribués à la majorité et à l'opposition sont ensuite répartis entre les listes qui ont remporté 4 % des voix au niveau régional ; 1,5 % au niveau régional dans le cadre d'une coalition ayant réuni au moins 15 % des voix au niveau régional ; 20 % des voix au niveau d'une province.
Le conseil régional compte un total de 49 membres : 47 conseillers élus à la proportionnelle, le président élu et le candidat défait à la présidence ayant rassemblé le plus grand nombre de voix.

### Répartition des sièges
| Provinces                 | Sièges | +/-           |  |
| Gorizia                   | 5      | en stagnation |  |
| Pordenone                 | 12     | en stagnation |  |
| Tolmezzo                  | 3      | en stagnation |  |
| Trieste                   | 9      | en stagnation |  |
| Udine                     | 17     | 1             |  |
| Candidats à la présidence | 2      | en stagnation |  |
| Total                     | 48     | 1             |  |

## Résultats
|                        |                        |           |        |                      |                                             |                                    |         |         |               |               |               |       |  |  |
| Mairie                 | Mairie                 | Mairie    | Mairie | Mairie               | Conseil                                     | Conseil                            | Conseil | Conseil | Conseil       | Conseil       | Conseil       | Total |  |  |
| Candidats              | Candidats              | Votes     | %      | Élus                 | Partis                                      | Partis                             | Votes   | %       | +/-           | Sièges        | +/-           | Total |  |  |
|                        | Massimiliano Fedriga   | 314 824   | 64,24  | 1                    |                                             | Ligue (Lega)                       | 75 101  | 19,03   | 15,94         | 9             | 8             |       |  |  |
|                        | Massimiliano Fedriga   | 314 824   | 64,24  | 1                    | Frères d'Italie (FdI)                       | 71 502                             | 18,11   | 12,64   | 8             | 6             |               |       |  |  |
|                        | Massimiliano Fedriga   | 314 824   | 64,24  | 1                    | Liste Fedriga-Projet FVJ                    | 70 121                             | 17,76   | 11,47   | 8             | 5             |               |       |  |  |
|                        | Massimiliano Fedriga   | 314 824   | 64,24  | 1                    | Forza Italia (FI)                           | 26 287                             | 6,66    | 5,45    | 3             | 2             |               |       |  |  |
|                        | Massimiliano Fedriga   | 314 824   | 64,24  | 1                    | Autonomie responsable (AR)                  | 7 762                              | 1,97    | 2,00    | —             | 1             |               |       |  |  |
| Total Centre-droit     | Total Centre-droit     | 314 824   | 64,24  | 1                    | 250 773                                     | 63,53                              | 0,82    | 28      | en stagnation | 29            |               |       |  |  |
|                        | Massimo Moretuzzo      | 139 008   | 28,37  | 1                    |                                             | Parti démocrate (PD)               | 65 117  | 16,50   | 1,61          | 10            | 1             |       |  |  |
|                        | Massimo Moretuzzo      | 139 008   | 28,37  | 1                    | Pacte pour l'autonomie (PpA)                | 24 831                             | 6,29    | 2,19    | 4             | 2             |               |       |  |  |
|                        | Massimo Moretuzzo      | 139 008   | 28,37  | 1                    | Mouvement 5 étoiles (M5S)                   | 9 467                              | 2,40    | 4,66    | 1             | 3             |               |       |  |  |
|                        | Massimo Moretuzzo      | 139 008   | 28,37  | 1                    | Alliance verts et gauche (AVS) (SI-EV-Pos.) | 8 028                              | 2,03    | Nv.     | 1             | 1             |               |       |  |  |
|                        | Massimo Moretuzzo      | 139 008   | 28,37  | 1                    | Gauche FVJ (SFVJ)                           | 5 950                              | 1,51    | 1,26    | 1             | en stagnation |               |       |  |  |
|                        | Massimo Moretuzzo      | 139 008   | 28,37  | 1                    | Union slovène (SSk)                         | 4 017                              | 1,02    | 0,14    | 1             | en stagnation |               |       |  |  |
| Total Centre-gauche    | Total Centre-gauche    | 139 008   | 28,37  | 1                    | 117 410                                     | 29,74                              | 3,62    | 18      | 6             | 19            |               |       |  |  |
|                        | Giorgia Tripoli        | 22 851    | 4,66   | —                    |                                             | Libres ensemble (Italexit-M3V-PdF) | 15 696  | 3,98    | Nv.           | 0             | en stagnation | 0     |  |  |
|                        | Alessandro Maran       | 13 375    | 2,73   | —                    |                                             | Troisième pôle (Az-IV-+Eu)         | 10 861  | 2,75    | Nv.           | 0             | en stagnation | 0     |  |  |
|                        |                        |           |        |                      |                                             |                                    |         |         |               |               |               |       |  |  |
| Votes valides          | Votes valides          | 490 058   | 97,61  |                      | Votes valides                               | Votes valides                      | 394 740 | 78,62   |               |               |               |       |  |  |
| Votes blancs et nuls   | Votes blancs et nuls   | 12 019    | 2,39   | Votes blancs et nuls | Votes blancs et nuls                        | 107 337                            | 21,38   |         |               |               |               |       |  |  |
| Total candidats        | Total candidats        | 502 077   | 100    | 2                    | Total partis                                | Total partis                       | 502 077 | 100     | -             | 46            | 1             | 48    |  |  |
| Abstentions            | Abstentions            | 607 318   | 54,74  |                      |                                             |                                    |         |         |               |               |               |       |  |  |
| Inscrits/Participation | Inscrits/Participation | 1 109 395 | 45,26  |                      |                                             |                                    |         |         |               |               |               |       |  |  |